# Amanda Posey
Amanda Posey (10 de julho de 1963) é uma produtora de cinema britânica. Foi indicada ao Oscar de melhor filme na edição de 2016 pela realização da obra Brooklyn e na edição de 2010 por An Education, ao lado de Finola Dwyer.

## Filmografia
- 1997: Fever Pitch
- 2004: The Open Doors
- 2009: An Education
- 2012: Quartet
- 2012: Undefeated
- 2014: A Long Way Down
- 2015: Brooklyn
- 2016: Their Finest Hour and a Half